# Francis Delaney
Francis Delaney (Butte (Montana), Estados Unidos, 1 de marzo de 1921-2 de abril de 2012) fue un atleta estadounidense, especialista en la prueba de lanzamiento de peso en la que llegó a ser subcampeón olímpico en 1948.

## Carrera deportiva
En los JJ. OO. de Londres 1948 ganó la medalla de plata en el lanzamiento de peso, con una marca de 16.68 metros, siendo superado por su compatriota Wilbur Thompson (oro con 17.31 m) y por delante de otro estadounidense Jim Fuchs (bronce).